# كوني (كلب)
كوني بولجريف (1999-2014) هي أنثى لابرادور ريتريفر سوداء اللون مملوكة لفلاديمير بوتن . كانت في كثير من الأحيان إلى جانبه، بما في ذلك في الاجتماعات بينه وبين مختلف زعماء العالم أثناء زياراتهم إلى روسيا.

## حياتها
كوني لابرادور ريتريفر سوداء اللون واسمها الكامل كوني بولجريف، ولدت في عام 1999. كما ذكر الكاتب ستيفن لي مايرز "يقال إنها تنحدر من لابرادور كان يمتلكه ليونيد بريجنيف ذات يوم." كان من المقرر أيضًا تدريبها ككلبة بحث وإنقاذ في وزارة حالات الطوارئ بالقرب من نوجينسك حيث تم تقديمها في عام 2000 إلى فلاديمير بوتن كهدية من سيرجي شويجو.
بوتين سيعلم كوني "خمسة أوامر أساسية: النزول، والسير، والجلوس، والتحرك، والنباح". ستصبح حيوانه الأليف المفضل، وتعمل كمستشارة له خلال مزاجه السيئ، كما وصفه بوتن. في عام 2003، منعت حراسة بوتن كوني من مرافقته إلى اجتماع مع الصحفيين، مما أدى إلى تعبيرها عن استيائها من خلال النباح بصوت عالٍ ورفض العديد من الأوامر التي أصدرها بوتن للحضور إليه أثناء تقدم الاجتماع. 
قبل وقت قصير من الانتخابات التشريعية الروسية عام 2003، أنجبت كوني ثمانية جراء، تم التبرع بها جميعًا.

## الشؤون الخارجية

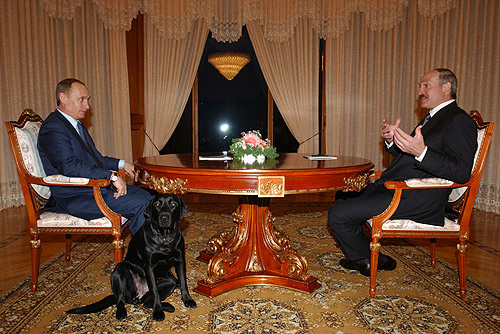
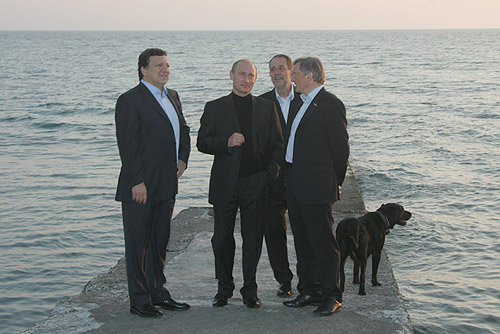
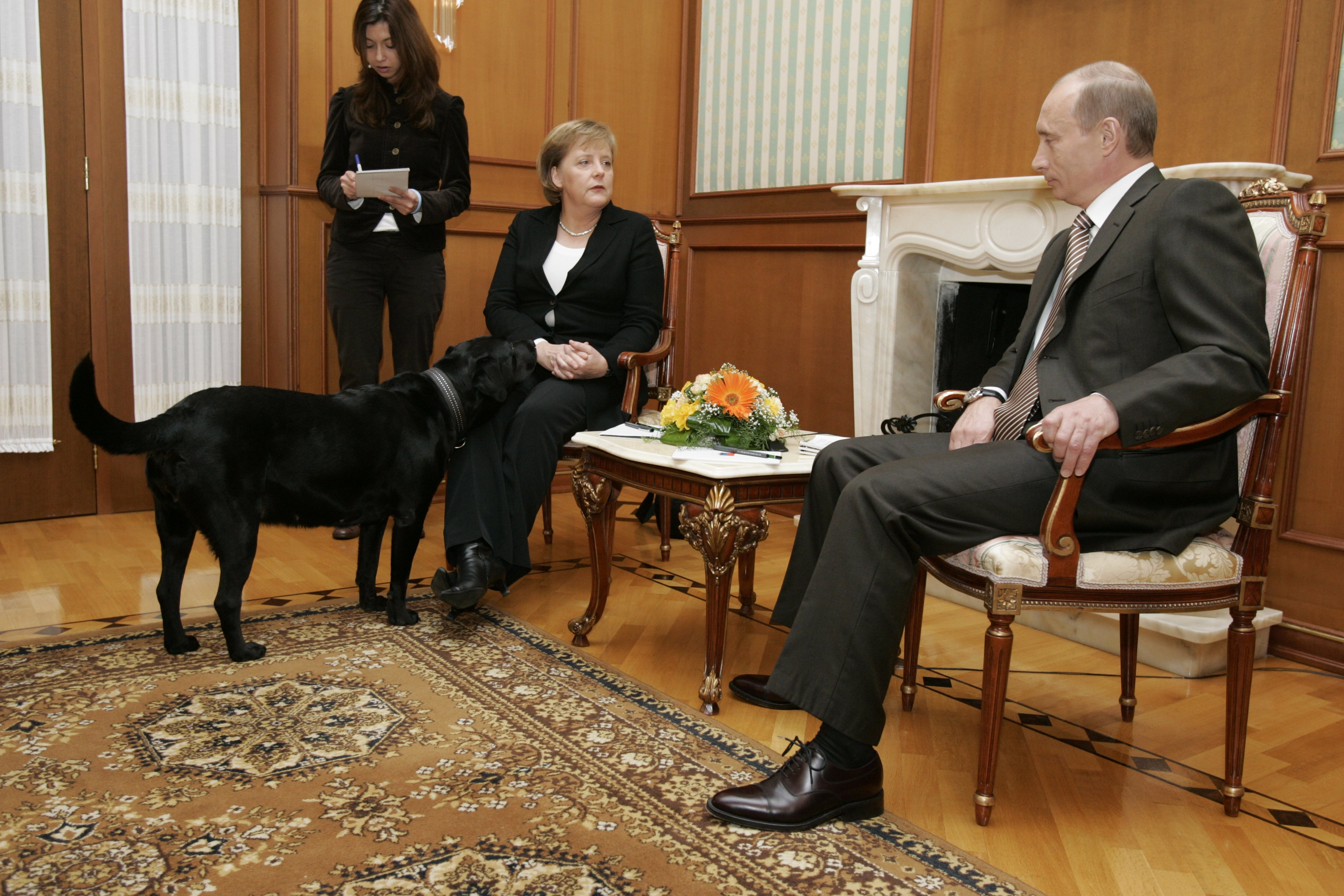

تذكر الرئيس الأمريكي جورج دبليو بوش زيارته إلى نوفو أوجاريوفو في عام 2006، حيث اندفعت كوني عبر الحديقة ووصفها بوتن بأنها "أكبر، وأكثر صلابة، وأقوى، وأسرع، وأكثر شراسة من بارني". بينما كان مساعدو بوش يميلون إلى رفض ملاحظة بوتن باعتبارها مضحكة، أعاد بوش نفسه سرد القصة لرئيس الوزراء الكندي ستيفن هاربر، الذي رد "أنت محظوظ لأنه أظهر لك كلبه فقط". فسر إيان ديفيس من صحيفة الجارديان الملاحظة على أنها ازدراء بوتن لبارني.
في عام 2007، أجرت المستشارة الألمانية أنجيلا ميركل محادثات ثنائية مع بوتن، برفقة كوني، في منزله لقضاء العطلة في سوتشي. طوال المحادثات، ظلت كوني قريبة من بوتن وميركل، التي قيل إنها كانت تخاف الكلاب. قال بوتن لميركل: "آمل ألا يخيفك الكلب". مع ذلك، بدا أنها منزعجة من كوني. في وقت لاحق، نفى بوتن استخدام كلبه لتخويف ميركل  بينما قالت ميركل عن سلوك بوتن "أنا أفهم لماذا كان عليه أن يفعل هذا لإثبات أنه رجل، إنه يخاف من ضعفه. روسيا ليس لديها أي شيء، لا سياسة ناجحة ولا اقتصاد ناجح. كل ما لديهم هو هذا، في إشارة إلى كوني. في مقابلة أجريت قبل عامين، وصفت ميركل الوضع بطريقة مختلفة "لم أصدق في ذلك الوقت أنه يريد تخويفي عمدًا"، ووفقًا للمقابلة، فقد فسرت ذلك على أنه يعني أن بوتن أراد أن يقدم لها خدمة بسبب حبها للحيوانات.

## وفاتها
في عام 2008، تم استخدام كوني لاختبار طوق الحيوانات الأليفة المزود بنظام غلوناس، وهو شيء شعرت بالانزعاج عند ارتدائه. كما اعتبرها العديد من المعلقين مازحين خليفة محتملة لبوتن كرئيس لروسيا في الانتخابات الرئاسية بسبب ظهورها المتكرر بجانبه. توفيت كوني بعد ست سنوات. كان يُنظر إلى كوني على أنها مخيفة بالنسبة لبعض الأشخاص أثناء الاجتماعات بين بوتن ومختلف زعماء العالم، في حين نظر إليها آخرون على أنها دعامة إنسانية في مثل هذه الوظائف.
تظهر شخصية كوني في قصص كوني، وهو كتاب مكون من 60 صفحة كتبته إيرينا بوريسوفا باللغة الإنجليزية ونشرته دار ديتسكايا ليتراتورا . يروي الكتاب حياة ومغامرات كوني، لابرادور أسود اللون، الذي يتبين في النهاية أنه كلب بوتن. كما تم تصويرها في إصدار أوغونيوك لسلسلة ساخرة من القصص المصورة كمستشارة لبوتن في الأمور المتعلقة بالعلاقات الخارجية لروسيا.